# Аксуат (озеро, Аккайынский район)
Аксуат (каз. Ақсуат) — озеро в Аккайынском районе Северо-Казахстанской области Казахстана. Находится к западу от села Рублевка.
По данным топографической съёмки 1940-х годов, площадь поверхности озера составляет 4,38 км². Наибольшая длина озера — 2,7 км, наибольшая ширина — 2,3 км. Длина береговой линии составляет 8,9 км, развитие береговой линии — 1,18. Озеро расположено на высоте 128,3 м над уровнем моря.